# Virtuelles Schtetl
Das Virtuelle Schtetl (polnisch: Wirtualny Sztetl) ist ein Internetprojekt des Museums der Geschichte der polnischen Juden in Warschau. Das Projekt wurde 2009 ins Leben gerufen und hat sich zum Ziel gesetzt, eine der größten Wissenssammlungen zur polnisch-jüdischen Geschichte zu werden. Dabei baut das Projekt im Rahmen einer Web-2.0-Lösung auf die Mitarbeit von Nutzern weltweit, was auch dazu führt, dass viele Seiten nur als sehr kurze Einträge vorhanden sind. Zurzeit steht das Projekt auf Polnisch, Englisch, Hebräisch und seit Herbst 2010 auch auf Deutsch zur Verfügung.
Zwar bezeichnen die Initiatoren das Projekt selbst als Sammlung über die polnisch-jüdische Geschichte bzw. als Portal über die polnischen Juden, doch führt sie daneben auch Informationen über das Leben deutschsprachiger Juden, die oft keine Beziehung zum polnischen Staat und der polnischen Geschichte hatten und eine davon unabhängige Kultur und Geschichte hatten. In diesem Zusammenhang wirkt auch der Projektname Virtuelles Schtetl ungewöhnlich, da in den deutschen Ostgebieten Schtetl nicht verbreitet waren und Juden auch sonst nicht in eigenen Siedlungen lebten.

## Beschreibung
Das „Virtuelle Schtetl“ ist ein Portal über jüdische Lokalgeschichte. Obwohl es bereits im Moment der Eröffnung viele Informationen enthielt, besteht seine Zukunft in der Mitarbeit vieler Nutzer im Rahmen der Web-2.0-Lösungen. Es entsteht ein Medium, das die Rolle eines Brückenbaus zwischen der Geschichte der jüdisch-polnischen Städten und der gegenwärtigen Welt einnimmt.
Das Museum der Geschichte der polnischen Juden schuf dieses Projekt zu einem Zeitpunkt, an dem der Bau des Gebäudes noch im Gange war. Das Virtuelle Schtetl ist ein Museum ohne Mauern und versteht sich selbst als eine logische Konsequenz der Initiative des Museumsbaus. Es will kein Ort sein, sondern die Gemeinschaft, von der es geschaffen wird.
Das Virtuelle Schtetl schildert die Geschichte der polnischen Juden, die sich im Osten Polens in großem Maße in den Schtetl abspielte. Auf dem Portal werden Informationen über die Geschichte, aber auch über die Gegenwart, über kleine Ortschaften, aber auch über große Städte zu finden sein. Das Portal umfasst die Grenzen des heutigen Polens, aber auch diejenigen des Vorkriegspolens. Die verschiedensprachigen Versionen ermöglichen polnischen Juden und ihren Nachkommen, die auf der ganzen Welt verstreut sind, den Zugang zu Informationen auf dem Portal.
Ein komplettes Bild der polnisch-jüdischen Geschichte und Beziehungen soll mit Hilfe des Einsatzes vieler Institutionen, Organisationen und Privatpersonen erreicht werden. Der Reichtum des Themas bewirkt, dass die Liste der zu bearbeiteten Themen unerschöpflich erscheint. Eine wertvolle Informationsquelle stellt, nach Selbstaussage, das Portal Polin dar, wie auch das Portal der lokalen Bevölkerung jewish.org.pl. Das Virtuelle Schtetl verwendet die Erfahrungen von den Internetprojekten izrael.badacz.org und diapozytyw.pl („Diapositiv“, Seite des Adam-Mickiewicz-Instituts) und es schöpft aus der langjährigen Zusammenarbeit des Museums für die Geschichte der polnischen Juden mit dem Jüdischen Historischen Institut.